# Zorești
Zorești – wieś w Rumunii, w okręgu Buzău, w gminie Vernești. W 2011 roku liczyła 1247 mieszkańców.